# Kat (constructie)

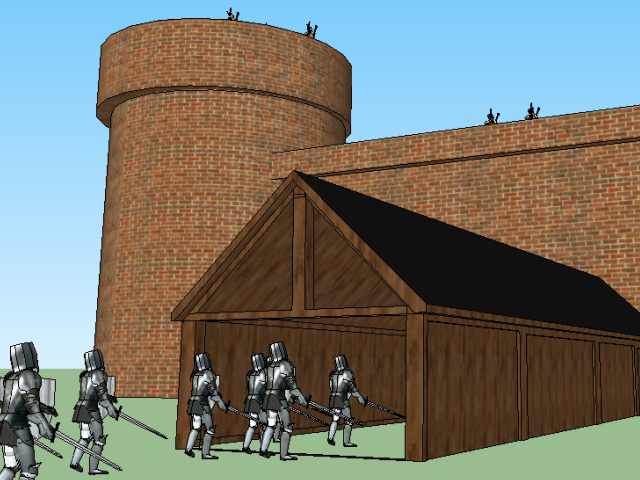
De kat biedt aanvallers bescherming tegen schutters op de wallen.

Een kat of schildpad is een middeleeuws aanvalswerk in de vorm van een langwerpige verplaatsbare houten constructie. 
Doel van de kat was dat de aanvallers ongehinderd een bres in de muur konden maken, bijvoorbeeld door het plaatsen van een mijn. Een kat heeft overeenkomsten met een stormram. Het Romeins leger had vergelijkbare constructies in gebruik; de kleine pluteus, middelgrote vinea en zware testudo.
De middeleeuwse troubadour Raimon Escrivan schreef het liedje la cata et le trabuquet, waarin een kat een trebuchet smeekt haar te vertellen waarom hij haar met zijn stenen pijn doet.